# Federico Ernesto Mariscal Piña
Federico Ernesto Mariscal Piña (Santiago de Querétaro, 7 novembre 1881 – Città del Messico, 1971) è stato un architetto messicano.

## Biografia
Nacque il 7 novembre 1881 nella città di Querétaro. Era il più piccolo dei sette figli, uno dei suoi fratelli era un noto architetto Nicolás Mariscal Piña. Federico decise di studiare architettura e intraprese una carriera brillante presso l'Escuela Nacional de Bellas Artes della Academia de San Carlos. Ottiene il titolo d'architetto il 24 di dicembre del 1903.

### Palazzi costruiti
Nel maggio 1917 disegnò e costruì, insieme all'architetto Ignacio Capetillo y Servín, il Teatro de la Ciudad Esperanza Iris (ora Teatro de la Ciudad), un anno dopo, fu inaugurato con la partecipazione del Presidente Venustiano Carranza. L'edificio realmente fu l'adattamento del vecchio Teatro Xicoténcatl, realizzato dagli stessi architetti nel 1912.
Su richiesta del presidente messicano Pascual Ortiz Rubio, nel 1934 costruì il Palacio de Bellas Artes. Fu inizialmente creato dell'architetto Adamo Boari, ma fu modificato successivamente da Piña, in particolare gli interni. Dal 1942 al 1948 costruì il palazzo annesso al Governo del Distretto Federale, situato nella Plaza de la Constitución. L'idea di questo progetto era di costruire un nuovo edificio, funzionale, di aspetto coloniale, che mantenga l'armonia assieme agli altri edifici del luogo della Costituzione.